# Първа армия
Първа армия е българска военна част формирана за действие основно в западно направление, Поморавския военен театър и защита при нападение от Сърбия. Воюва в Балканските войни, Първата и Втората световна война.

## Формиране
На 17 септември 1912 г. с указ на цар Фердинанд I са мобилизирани българските въоръжени сили, с което са образувани трите български полеви армии. Функционира в София. Първа армия влиза в подчинение на началника на 1-ва военноинспекционна област, като в състава ѝ влизат по 2 бригади от 1-ва пехотна софийска дивизия, 10-а сборна дивизия и една бригада от Хасковския отряд с придадените им артилерийски и пионерни части и административни служби. След примирието на 29 ноември 1912 г. армията е в Дерменкьой.

## Балкански войни (1912 – 1913)

### Командване и състав
Щаб на армията
- Командващ армията – генерал-лейтенант Васил Кутинчев
- Началник на щаба на армията – от Генералния щаб, полковник Асен Пападопов
- Началник на Оперативното отделение – от Генералния щаб, подполковник Юрдан Наумов
- Началник на артилерията – полковник Димитър Перниклийски
- Началник на инженерните войски – полковник Александър Цветанов
- Началник на санитарната част – санитарен полковник д-р Максим Ребен
- Началник на военно-съдебната част -
- Председател на военния съд – подполковник Михаил Георгиев
- Прокурор – подполковник Димитър Тополов
- Началник на тиловото управление – полковник Димитър Неделкович
- Интендант – полковник Иван Пенев
- Началник на съобщенията и етапите – полковник Тодор Бояджиев
- Началник на ветеринарната секция – санитарен подполковник ветеринар д-р Близнаков

Дивизии и полкове
- 1-ва пехотна софийска дивизия – генерал-майор Стефан Тошев
- 3-та пехотна балканска дивизия – генерал-майор Иван Сарафов
- 10-а пехотна сборна дивизия – генерал-майор Стою Брадистилов
- Командир на 9-и конен полк – полковник Константин Михайлов

На 18 май 1913 г. командването на 1-ва армия и 3-та армия се обединяват. През май 1913 г. от състава на армията излизат 1-ва пехотна софийска дивизия, 6-а пехотна бдинска дивизия и 10-а сборна дивизия, като на тяхно място влизат 1-ва и 2-ра бригада от 5-а пехотна дунавска дивизия, 1-ва и 2-ра бригада от 9-а пехотна плевенска дивизия, 65-и и 66-и пехотни полкове от Отделната бригада и 4-ти ескадрон от 4-ти конен полк. На 1 юни армията се намира в гр. Фердинанд, като получава заповед да започне подготовка за война със Сърбия, а на 19 юни е в Белоградчик, от където започва настъплението ѝ към Сърбия със задача да овладее Княжевац. На 15 юли 1913 г. армията се връща в София и е демобилизирана.

## Първа световна война (1915 – 1918)
В навечерието на Първата световна война (1915 – 1918) към септември 1915 г. в състава на армията влизат 1-ва пехотна софийска дивизия, 9-а пехотна плевенска дивизия, 8-а пехотна тунджанска дивизия, 6-а пехотна бдинска дивизия, 1-ва конна бригада, 2-ри конен полк, 1-ви гаубичен полк, 1-ви софийски тежък артилерийски полк, 3-ти видински тежък артилерийски полк и армейски служби. Армията е мобилизирана на 9 септември за участие във войната.

### Командване и състав
Щаб на армията
- Командващ армията – генерал-лейтенант Климент Бояджиев (1915 – 1916), генерал-лейтенант Димитър Гешов (1916 – 1918)
- Началник на Щаба на армията – от Генералния щаб, полковник Стефан Азманов (1915 – 1916), генерал-майор Стефан Попов (1918)
- Началник на Оперативното отделение – от Генералния щаб, подполковник Атанас Каишев
- Началник на артилерията – артилерийски инженер полковник Христо Кушев (1915 – 1916), генерал-майор Иван Марков (1916 – 1918)
- Началник на инженерните войски – военен инженер полковник Петко Цъклев (1916 – 1918)
- Началник на Санитарната част – санитарен полковник д-р Никола Казълмъшев
- Началник на Военно-съдебната част – полковник Михаил Георгиев
- Началник на Щаба на Тиловото управление – от Генералния щаб, полковник Руси Радков
- Интендант на армията – полковник Христо Марков
- Началник на съобщенията и етапите – полковник Евстатий Моллов
- Прикомандирован при Щаба на армията – полковник Константин Станчов

Дивизии и бригади
- 1-ва пехотна софийска дивизия
- 6-а пехотна бдинска дивизия
- 8-а пехотна тунджанска дивизия
- 9-а пехотна плевенска дивизия
- 1-ва конна бригада

Гранични дружини
- 1-ва гранична дружина – майор Георги Кузманов
- 2-ра гранична дружина – капитан Петър Стефчев
- 19-а гранична дружина – майор Киро Жечев
- 20-а гранична дружина – капитан Крум Денизов

През 1918 г. към армията се формира картечно училище. На 15 октомври 1918 г. армията е демобилизирана в София.

## Втора световна война (1941 – 1945)

### На страната на Оста
През 1940 и 1941 година Царство България при управлението на Борис III се съюзява с Третия Райх, възвръща си южна Добруджа, заема Тракия и по-голямата част от Македония. Българската армия е разделена на четири или пет армии, включително първия армия и около 30 дивизии. През пролетта на 1942 година Адолф Хитлер изисква от Борис III активно включване на България във войната. Царят го убеждава да не включва българската армия в боевете със съюзниците като поема задължението да контролира окупирана Сърбия. С тези задачи е натоварена Първа армия и тя е дислоцирана в Сърбия срещу партизаните от местната съпротива.

### На страната на Съюзниците
В началото на септември 1944 година бързо напредващата червена армия достига северната граница на България. Българите продължават да се бият с партизаните в Македония, но също така обръщат оръжията си срещу германците. В края на месеца първа армия, заедно с втора и четвърта армии са заети с пълномащабна битка срещу немците по българо-югославската граница. На левия им фланг им помагат югославски партизани, а на десния руската армия. По това време първа армия се състои от дивизии с численост 10 000 души.
На 21 ноември 1944 с командир генерал-лейтенант Владимир Стойчев и помощник-командир генерал-майор Щерю Атанасов се формира 1-ва българска армия. Тя участва във Втората фаза на войната на България срещу Третия райх 1944 – 1945 г. на фронта в Югославия, Унгария и източна Австрия успешно провеждаща Сремска операция, Дравска операция, Мурска операция разгромявайки хитлеристките войски. След войната започва демобилизацията и от 4 юли 1945 г. Първа българска армия е демобилизирана окончателно на 31 декември 1945 г.
От 1950 г. армията се намира в София. В годините на Студената война е реформирана и 1-ва армия с щаб в София покрива основно югозападното направление, противостояща на гръцката армия (с 3-та армия с щаб в Сливен противостояща на турската армия и 2-ра армия с щаб в Пловдив предвидена да поддържа 1-ва и 3-та армии). През серията от реформи, последвали разпускането на Варшавския договор и края на Студената война 1-ва армия е реформирана в 1-ви армейски корпус, впоследствие в Командване Запад, включващо основно 9-а механизирана бригада (в Горна баня) и мобилизационни подразделения. С приемането на План 2004 и План 2015 за организационно изграждане на силите на Българска армия са разпуснати първо командването, по-късно 9-а механизирана бригада е реформирана в бригадно командване с два механизирани батальона (в Горна баня и Благоевград), а в крайна сметка е разформировано и бригадното командване като последно съединение наследник на 1-ва българска армия.

## Състав към 1988
- Първа мотострелкова дивизия – Сливница[3]
- Трета мотострелкова дивизия – Благоевград
- Двадесет и първа мотострелкова дивизия – Пазарджик
- Девета танкова бригада – Горна баня
- 46-а ракетна бригада – Самоков
- Пети армейски артилерийски полк – Самоков
- 35-и армейски противотанков артилерийски полк – Самораново
- 1-ви армейски зенитен артилерийски полк
- 88-и армейски инженерен полк – Кюстендил
- 4-ти армейски свързочен полк – София
- 38-и армейски батальон за ЯХБЗ – Мусачево
- 1-ви батальон за кабелни връзки – София
- 1-ви отделен батальон за радиоелектронна борба – София
- 1-ви парашутно-разузнавателен батальон – Горна Баня

## Наименования
- Първа армия (септември 1912 – 1996)
- Първи армейски корпус (1996 – 2003)
- Командване „Запад“ (2003 – 31 декември 2006)

## Командване
- Генерал-майор (ген.л-т от 2 август 1912) Васил Кутинчев (1912 – 1913)
- Генерал-лейтенант Климент Бояджиев (октомври 1915 – 11 септември 1916)
- Генерал-майор (ген.л-т от 20 май 1917) Димитър Гешов (11 септември 1916 – декември 1917)
- Генерал-майор (ген.л-т от 15 август 1917)Стефан Нерезов (30 юли/16 октомври 1918 – 1920)
- Полковник Рашко Атанасов (1931)
- Генерал-лейтенант Константин Соларов (от 1931)
- Генерал-лейтенант Никола Михов (11 август 1941 – 11 април 1942)
- Генерал-майор (ген.л-т от 6 май 1944) Никола Наков (11 април 1942 – 13 септември 1944)
- Полковник (ген.м-р от 3 октомври 1944, ген.л-т от 18 октомври 1944) Владимир Стойчев (13 септември 1944 – 21 ноември 1945)
- Генерал-майор Тодор Тошев (юни 1945 – 25 ноември 1949)
- Генерал-лейтенант Петър Панчевски (октомври 1949 – 1950)
- Генерал-майор (ген.л-т от 1954) Дико Диков (9 февруари 1950 – 1956)
- Генерал-полковник Гено Генов до 1964
- Генерал-майор Велко Палин (1964 – 1966)
- Генерал-лейтенант Стоян Събев
- Генерал-майор Попов
- Генерал-лейтенант Борис Карамфилов (1971/2 – 1980)
- Генерал-лейтенант Любчо Тошков (1981 – 1987)
- Генерал-майор (ген.л-т от 8 септември 1988) Любен Петров (1987 – 1990)
- Генерал-майор Захарин Илиев (1991?)
- Генерал-майор Петко Прокопиев
- Генерал-майор Любомир Василев (до 2 септември 1994)
- Генерал-майор Стефан Дервишев (от 2 септември 1994)
- Генерал-майор Иван Томов (20 септември 1995 – 10 август 1997)
- Генерал-майор Цанко Доленски (1997 – 7 юли 2000)
- Генерал-майор Кирил Василев (7 юли 2000 – 6 юни 2002)
- Бригаден генерал Йордан Йорданов (6 юни 2002 – 9 май 2003)
- Бригаден генерал Златко Златев (9 май 2003 – 1 юни 2006)

### Заместник-командващи
Званията са към датата на заемане на длъжността:
- полковник (ген.-майор от 1969) Кольо Цонев – 1969?
- генерал-майор Цанко Доленски – 12 септември 1995 – 19 август 1996 г. (от 26 юни 1996, заместник-командир по бойната подготовка)
- генерал-майор Иван Добрев – 1 септември 1996 – 24 август 1998 г.

### Началници на щаба
Званията са към датата на заемане на длъжността:
- полковник Петър Хаджииванов 1945
- полковник Георги Дилчовски 1945
- генерал-майор Славчо Трънски към 15 февруари 1946
- полковник Иван Тодоров Бояджиев 1946
- полковник Иван Тодоров Дерменджиев 1950 – 1952, изпълняващ длъжността
- полковник Велко Палин от 1952
- полковник Христо Радонов към 1960
- полковник Петко Прокопиев – 1987 – 1991
- полковник (ген.-майор от 1992) Иван Томов (септември 1991 – 20 септември 1995)
- генерал-майор Драган Драганов – 90-те години

### Началници на артилерията
Званията са към датата на заемане на длъжността
- Полковник Иван Цонев 1948; 1950
- Полковник Стоян Попов 4 септември 1953 до 5 септември 1955 г.
- Полковник Найден Боримечков 30 септември 1974 до 29 септември 1978 г.
- Полковник Илия Ленков 30 септември 1978 – 14 септември 1980 г.
- Полковник Илия Ленков 15 септември 1980 – 29 септември 1983 г. (командващ)